# RALPH@Home
 (novembre 2022).
Si vous disposez d'ouvrages ou d'articles de référence ou si vous connaissez des sites web de qualité traitant du thème abordé ici, merci de compléter l'article en donnant les références utiles à sa vérifiabilité et en les liant à la section « Notes et références ».
 (novembre 2022).
RALPH ( Rosetta@Home ALPHA Project)  est le projet en alpha test du projet Rosetta@home. Ce projet permet de tester les nouvelles versions de l'application Rosetta avant qu'elles ne soient déployées sur le projet principal.
RALPH utilise la plateforme de calcul distribué BOINC. Grâce à l'utilisation de BOINC, chacun peut participer, avec son ordinateur personnel, à la mise à jour continue de la base de données.